# Френч Сетлмент (Луизијана)
Френч Сетлмент (енгл. French Settlement) град је у америчкој савезној држави Луизијана.

## Демографија
По попису из 2010. године број становника је 1.116, што је 171 (18,1%) становника више него 2000. године.
| Група             | 2000.       | 2010.         |
| Белци             | 923 (97,7%) | 1.059 (94,9%) |
| Афроамериканци    | 0 (0,0%)    | 4 (0,4%)      |
| Азијати           | 2 (0,2%)    | 9 (0,8%)      |
| Хиспаноамериканци | 18 (1,9%)   | 28 (2,5%)     |
| Укупно            | 945         | 1.116         |